# Pozycja anatomiczna człowieka

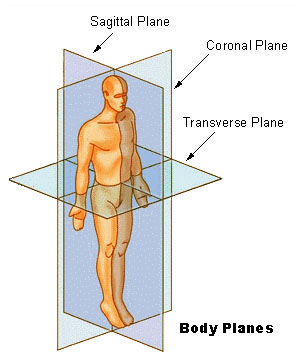
Pozycja anatomiczna z ukazanymi płaszczyznami ciała

Pozycja anatomiczna człowieka – położenie ciała człowieka według określonego wzoru. W oparciu o pozycję anatomiczną powstały miana położenia i kierunku, płaszczyzny i osie ciała.

## Położenie ciała człowieka w pozycji anatomicznej
- postawa stojąca, wyprostowana
- kończyny górne zwisające swobodnie po obu stronach tułowia
- powierzchnie dłoniowe zwrócone do przodu
- głowa i wzrok zwrócone do przodu
- usta zamknięte
- pięty złączone
- śródstopie wraz z palcami odwiedzione nieco na zewnątrz

## Płaszczyzny ciała człowieka
- czołowa (łac. planum frontale)
- strzałkowa (łac. planum sagittale)
- poprzeczna (łac. planum horizontale)

## Osie ciała człowieka
- pionowa (łac. axis verticalis) – na przecięciu płaszczyzny czołowej i strzałkowej
- poprzeczna (pozioma) (łac. axis transversalis) – na przecięciu płaszczyzny czołowej i poprzecznej
- strzałkowa (łac. axis sagittalis) – na przecięciu płaszczyzny strzałkowej i poprzecznej